# Борден, Гейл
Гейл Борден (англ. Gail Borden; 9 ноября 1801 года, Норуич — 11 января 1874, Борден) — американский бизнесмен, изобретатель, наиболее известен патентом на производство сгущённого молока с добавлением сахара и вакуумной консервацией в 1856 году.
Первым нашел способ сохранения молока, в течение длительного времени и без существенных изменений его свойств, французский кондитер Николя Аппер, изобретя консервы.

## Биография
Борден родился в Норуиче, штат Нью-Йорк, 9 ноября 1801 года. Его семья переехала в Кентукки в 1814 году, а вскоре уехала на территорию Индиана. В 1821 году Борден переехал на юго-запад Миссисипи из-за состояния здоровья. Он преподавал в школе и работал заместителем инспектора штата 7 лет. Затем в 1829 году переехал в Техас, где работал над первой топографической картой Техаса. Борден возглавлял техасское земельное управление с 1833 года до вторжения мексиканцев. В 1835 году Борден вместе со своим братом Томасом основали первую долгоживущую техасскую газету «Telegraph and Texas Register» в Сан-Фелипе. Когда в 1836 году Техас отсоединился от Мексики, Борден помогал в написании первой конституции республики. 

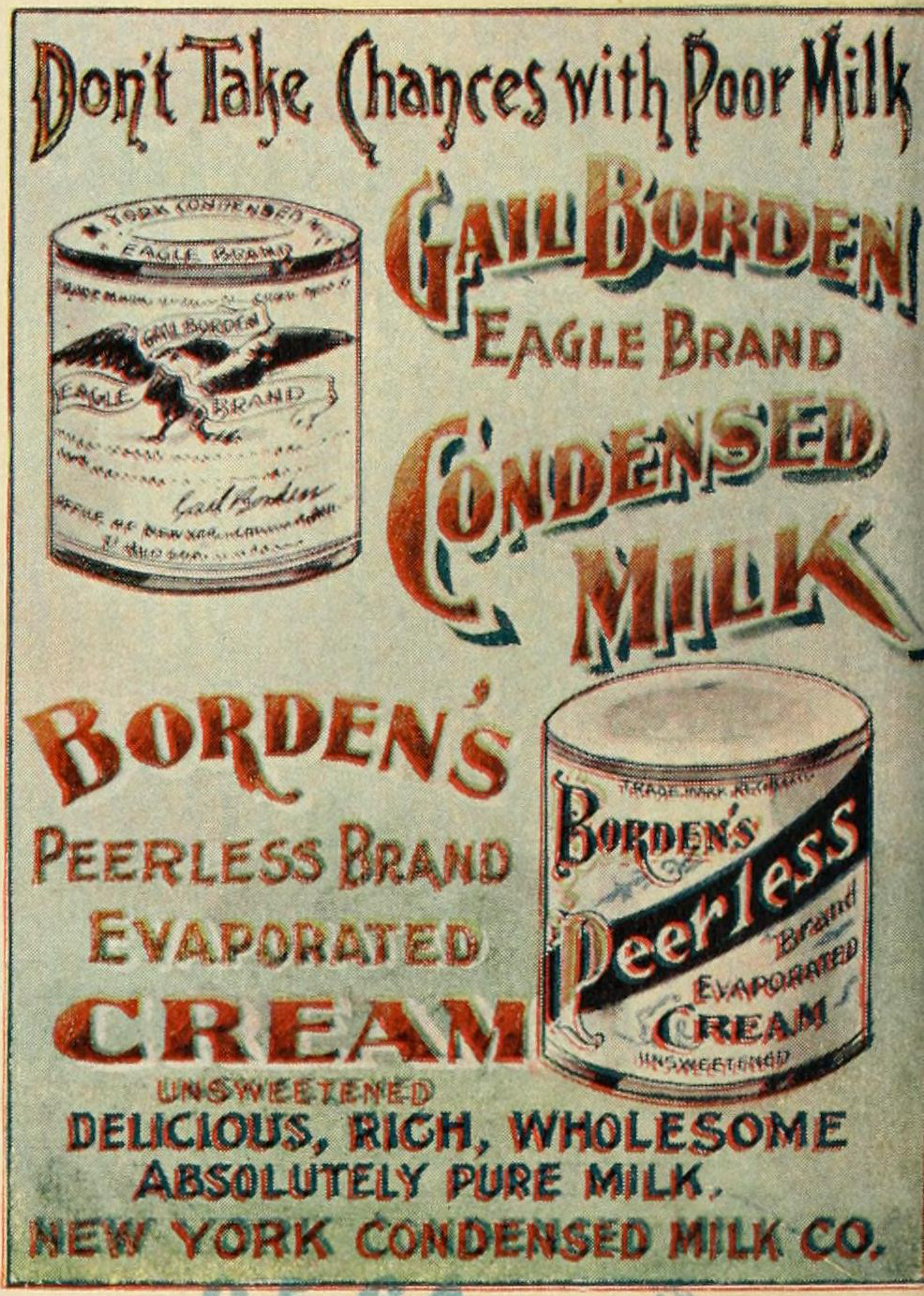
Реклама сгущённого молока Бордена

После смерти жены и детей в 1844 и 1845 годах Борден решил облегчить жизнь американских пионеров и разработать методы консервации продуктов. Первым изобретением Бордена были бисквиты из дегидрированного мяса, с которыми он получил золотую медаль на Лондонской всемирной выставке в 1851 году. Бисквиты Бордена использовались исследователями и моряками, но его компания не была успешной из-за высокой конкуренции с производителями мяса. Следующей разработкой Бордена стал процесс консервирования молока. В 1853 году он подал документы на патентование процесса экстракции 75 % жидкости из молока и добавления в него сахара. Сначала в патентовании было отказано из-за отсутствия новизны, однако 3 года спустя, после демонстрации использования вакуумных полостей, он получил патент (19 августа 1856 года, номер патента US 15,553). В 1857 году была основана Нью-Йоркская компания сгущённого молока, которая существует и в настоящее время как Borden Dairy. В 1860-х годах Борденом было получено ещё четыре патента. Его компания стала особо успешной с началом гражданской войны в США, когда потребление сгущённого молока резко возросло благодаря крупным заказам для армии северян.